# 小寺融吉
小寺 融吉（こでら ゆうきち、1895年(明治28年)12月8日 - 1945年(昭和20年)3月29日）は、日本の舞踊研究家、民俗学者。
東京生まれ。小寺芳次郎の四男。開成中学校卒、1918年早稲田大学文学部英文科卒。歌舞伎舞踊、民俗舞踊を研究、1927年柳田國男、折口信夫らと民俗芸術の会を結成、『民俗藝術』を創刊した。小寺駿吉、中村伸郎の兄。小寺廉吉、小寺健吉の弟。

## 著書
- 『近代舞踊史論』日本評論社出版部 1922 国書刊行会、1974
- 『児童劇の創作と演出』弘文社、1928
- 『舞踊の美学的研究』春陽堂 1928 国書刊行会、1974
- 『芸術としての神楽の研究』民俗芸術叢書 地平社書房、1929
- 『をどり通』通叢書 四六書院、1930
- 『日本近世舞踊史』東洋芸術講座 雄山閣、1931 国書刊行会、1974
- 『をどりの型』巻1‐2 小田原書房、1933‐1934
- 『をどり名曲解説 第1冊』壬生書院、1935
- 『日本民謡辞典』壬生書院、1935 名著刊行会、1972
- 『郷土舞踊と盆踊』桃蹊書房、1941
- 『郷土民謡舞踊辞典』冨山房、1941 名著刊行会、1974
- 『日本の舞踊』創元社、1941
- 『舞踊の歩み』ジープ社、1950
- 『おどりの型と評論』国書刊行会、1975
- 『郷土舞踊』国書刊行会、1975
- 『民族舞踊研究』国書刊行会、1975

共著
- 『をどりの小道具』宮尾しげを、新井国次郎共著 能楽書林、1948

## 参考
- 『日本近代文学大事典』講談社、1984年
- 鈴木正崇「『民俗藝術』の発見ー小寺融吉の学問とその意義」『明治聖徳記念學會紀要』復刊第52号、 明治聖徳記念學會、2015年